# Święty (film 2010)
Święty (tytuł oryg. Sint, wydany na DVD jako Saint Nick w Stanach Zjednoczonych) – holenderski horror komediowy z 2010 roku oparty na scenariuszu i reżyserii Dicka Maasa. Wyprodukowany przez A-Film.

## Opis fabuły
Amsterdam. Ludzie radośnie obchodzą mikołajki. Nie wiedzą, że na ich życie czyhają duchy dawnego gangu św. Mikołaja. Ich ofiarą pada nastoletni Frank. Chłopak cudem uchodzi z życiem. Tylko policjant Goert wie, co się dzieje w mieście.

## Obsada
- Huub Stapel jako St. Niklas
- Egbert Jan Weeber jako Frank
- Madelief Blanken jako Natasha
- Caro Lenssen jako Lisa
- Escha Tanihatu jako Sophie
- Niels van den Berg jako młody Goert
- Bert Luppes jako Goert
- Cynthia Abma jako matka Lisy
- Kees Boot jako policjant
- Joey van der Valden jako Hanco
- Jim Deddes jako Sander